# Młodzieżowe Mistrzostwa Polski Par Klubowych na Żużlu 2005
Młodzieżowe Mistrzostwa Polski Par Klubowych na Żużlu 2005 – zawody żużlowe, mające na celu wyłonienie medalistów młodzieżowych mistrzostw Polski par klubowych w sezonie 2005. Rozegrano trzy turnieje eliminacyjne oraz finał, w którym zwyciężyli żużlowcy Unii Leszno.

## Finał
- Gorzów Wielkopolski, 26 maja 2005
- Sędzia: Maciej Spychała

| Miejsce | Kluby                     | Suma | Zawodnicy                                                   | Punkty                                           |
| ------- | ------------------------- | ---- | ----------------------------------------------------------- | ------------------------------------------------ |
| złoto   | Unia Leszno               | 24   | Krzysztof Kasprzak Norbert Kościuch Robert Kasprzak         | 16 (3,2,2,3,3,3) 5 (w,–,–,2,2,1) 3 (–,3,0,–,–,–) |
| srebro  | Unia Tarnów               | 23   | Janusz Kołodziej Marcin Rempała Grzegorz Dzik               | 14 (3,3,3,2,3,0) 9 (2,2,0,3,0,2) ns              |
| brąz    | Mars RTV AGD Gorzów Wlkp. | 22   | Paweł Hlib Michał Rajkowski Kamil Brzozowski                | 12 (3,3,1,2,2,1) 10 (0,0,3,3,1,3) ns             |
| 4       | Apator Adriana Toruń      | 19   | Karol Ząbik Adrian Miedziński Marcin Jaguś                  | 8 (1,1,1,3,0,2) 11 (2,2,2,1,1,3) ns              |
| 5       | Lotos Gdańsk              | 15   | Mirosław Jabłoński Sławomir Dąbrowski Tomasz Olechwierowicz | 11 (w,1,3,2,2,3) 4 (2,0,2,0,0,0) ns              |
| 6       | Budlex Polonia Bydgoszcz  | 13   | Krystian Klecha Krzysztof Buczkowski Marcin Jędrzejewski    | 3 (1,0,–,0,–,2) 6 (0,3,1,1,1,–) 7 (–,–,0,–,3,1)  |
| 7       | GTŻ Grudziądz             | 9    | Andrzej Głuchy Grzegorz Czechowski Krystian Barański        | 7 (2,w,1,1,2,1) 2 (1,1,0,–,0,0) 0 (–,–,–,w,–,–)  |